# Giovanni Cogoni
Giovanni Cogoni (* 19. Juni 1916 in Quartu Sant’Elena, Provinz Cagliari, Sardinien; † 12. September 2007) war römisch-katholischer Bischof von Iglesias.

## Leben
Giovanni Cogoni empfing am 29. Juni 1940 die Priesterweihe. Später war er zunächst Regens des Priesterseminars und in der Folge Generalvikar des Erzbistums Cagliari.
1970 wurde er von Papst Paul VI. zum Bischof des Bistums Iglesias ernannt. Die Bischofsweihe spendete ihm am 18. Oktober 1970 der Erzbischof von Cagliari, Sebastiano Kardinal Baggio; Mitkonsekratoren waren Paolo Carta, Erzbischof von Sassari, und Francesco Cogoni, Bischof von Ozieri. 
1992 nahm Papst Johannes Paul II. das Rücktrittsgesuch von Giovanni Cogoni an. 